# Montemurlo
Montemurlo là một comune (đô thị) ở tỉnhPrato nằm ở vùngTuscany, nằm cách khoảng 25 km về phía tây bắc củaFlorence và khoảng 8 km về phía tây bắc của Prato. Vào thời điểm ngày31 tháng 12 năm 2004, đô thị này có dân số 18.097 và diện tích là 30, km².
Đô thị Montemurlo có các đơn vị frazioni (đơn vị trực thuộc, chủ yếu là làng) Albiano, Bagnolo, Fornacelle, and Oste.
Montemurlo giáp các đô thị sau:Agliana, Cantagallo, Montale, Prato, Vaiano.